# Stenoterommata platensis
Stenoterommata platensis är en spindelart som beskrevs av Holmberg 1881. Stenoterommata platensis ingår i släktet Stenoterommata och familjen Nemesiidae. Inga underarter finns listade i Catalogue of Life.